# Línea BR1 (EMT Madrid)
La línea BR1 (a efectos de numeración interna, 831) de la EMT de Madrid une Valdebebas con el Hospital Ramón y Cajal.

## Características
La línea BR1 es la primera línea de autobús de tránsito rápido (BusRapid) puesta en servicio por la EMT. Se diferencia de otras líneas al circular por carriles reservados y tener prioridad en los semáforos de todas las intersecciones, además de estar dotada con autobuses eléctricos.
Esta línea une los nuevos desarrollos de Valdebebas y Sanchinarro con su centro sanitario de referencia, el Hospital Ramón y Cajal.
Fue puesta en servicio el 30 de mayo de 2023, limitando provisionalmente su recorrido en Valdebebas hasta el Hospital Isabel Zendal, hasta la finalización de las obras de los nuevos carriles reservados.
El 7 de noviembre de 2023 fue ampliado por el interior de Valdebebas, como estaba planeado desde un inicio.

### Frecuencias
| Lunes a viernes laborables       |               |
| De 6:00 a 20:00                  | 9-11 minutos  |
| De 20:00 a 23:00                 | 10-20 minutos |
| Sábados laborables               |               |
| De 6:00 a 10:00 De 20ː00 a 23ː00 | 19-23 minutos |
| De 10:00 a 20:00                 | 19 minutos    |
| Domingos y festivos              |               |
| De 7:00 a 10:00 De 20ː00 a 23ː00 | 20-30 minutos |
| De 10:00 a 20:00                 | 19 minutos    |

## Recorrido y paradas

### Sentido Hospital Ramón y Cajal
| Código | Parada                                       | Común con   | Conexión con Cercanías | Otros |
| ------ | -------------------------------------------- | ----------- | ---------------------- | ----- |
| 5975   | María Mercedes de Borbón-Félix Candela       |             |                        |       |
| 5434   | Secundino Zuazo-Fina de Calderón             |             |                        |       |
| 5438   | Secundino Zuazo-Josefina Aldecoa             |             |                        |       |
| 5440   | Manuel Fraga Iribarne-Jordi Solé Tura        |             |                        |       |
| 5494   | Manuel Fraga Iribarne-Estanislao Pérez       | 828         |                        |       |
| 5496   | Manuel Fraga Iribarne-Fernando Higueras      | 828         |                        |       |
| 5973   | Glorieta de Antoñete                         | 828         |                        |       |
| 2912   | Valdebebas Cercanías                         |             | Valdebebas             |       |
| 5916   | Fuerzas Armadas-Francisco Umbral             | 171 174     |                        |       |
| 5918   | Fuerzas Armadas-Maestra Dolores Marco        | 174         |                        |       |
| 5920   | Fuerzas Armadas-Maragatería                  | 174         |                        |       |
| 5922   | Fuerzas Armadas-Parque Valdebebas            | 174         |                        |       |
| 3894   | Fuerzas Armadas-Pi y Margall                 | 174         |                        |       |
| 5400   | Pi y Margall-Alcalá Zamora                   | 172 174     |                        |       |
| 5255   | Pi y Margall-Príncipe Carlos                 | 172 174     |                        |       |
| 5402   | Alcalde Moreno Torres                        | 172 174     |                        |       |
| 5924   | Francisco Pi y Margall-Vicente Blasco Ibáñez |             |                        |       |
| 5926   | Ana de Austria-Princesa de Éboli             | 173         |                        |       |
| 5927   | Niceto Alcalá Zamora-Ana de Austria          | 170 172 173 |                        |       |
| 5928   | Niceto Alcalá Zamora-María Tudor             | 170 172     |                        |       |
| 4932   | Hospital Ramón y Cajal-Consultas             | 125 165 166 |                        |       |
| 5929   | HOSPITAL RAMÓN Y CAJAL                       |             |                        |       |

### Sentido Valdebebas
| Código | Parada                                       | Común con   | Conexión con Cercanías | Otros |
| ------ | -------------------------------------------- | ----------- | ---------------------- | ----- |
| 5929   | HOSPITAL RAMÓN Y CAJAL                       |             |                        |       |
| 5850   | Alcalá Zamora-María Tudor                    | 170 172     |                        |       |
| 5426   | Ana de Austria-Alcalá Zamora                 | 172 173     |                        |       |
| 5925   | Ana de Austria-Príncipe Carlos               | 173         |                        |       |
| 5923   | Francisco Pi y Margall-Vicente Blasco Ibáñez |             |                        |       |
| 5921   | Francisco Pi y Margall-Alcalde Moreno Torres | 172 174     |                        |       |
| 5397   | Pi y Margall-Príncipe Carlos                 | 170 172 174 |                        |       |
| 5399   | Pi y Margall-Alcalá Zamora                   | 170 172 174 |                        |       |
| 4366   | Fuerzas Armadas-Pi y Margall                 | 174         |                        |       |
| 5919   | Fuerzas Armadas-Parque Valdebebas            | 174         |                        |       |
| 5917   | Fuerzas Armadas-Maragatería                  | 174         |                        |       |
| 5915   | Fuerzas Armadas-Maestra Dolores Marco        | 174         |                        |       |
| 5899   | Fuerzas Armadas-Francisco Umbral             | 171 174     |                        |       |
| 2911   | Valdebebas Cercanías                         | SE709 828   | Valdebebas             |       |
| 4888   | Hospital Isabel Zendal                       | SE709 828   |                        |       |
| 5493   | Manuel Fraga Iribarne-Fernando Higueras      | 828         |                        |       |
| 5441   | Manuel Fraga Iribarne-Estanislao Pérez       | 828         |                        |       |
| 5439   | Manuel Fraga Iribarne-Jordi Solé Tura        |             |                        |       |
| 5435   | Secundino Zuazo-Josefina Aldecoa             |             |                        |       |
| 5433   | Secundino Zuazo-Fina de Calderón             |             |                        |       |
| 5975   | María Mercedes de Borbón-Félix Candela       |             |                        |       |